# Strix davidi
Coruja-do-sujuão (Strix davidi) é uma espécie de ave estrigiforme pertencente à família Strigidae. É considerada por algumas fontes como sinónima de Strix uralensis.